# Graeconiscus xerovunensis
Graeconiscus xerovunensis är en kräftdjursart som först beskrevs av Hans Strouhal1955.  Graeconiscus xerovunensis ingår i släktet Graeconiscus och familjen Trichoniscidae. Inga underarter finns listade i Catalogue of Life.